# Feibyan Tukino
Pas d'image ? Cliquez ici

a Compétitions nationales et continentales officielles uniquement.

b Matchs officiels uniquement.
Dernière mise à jour le 24 juin 2022.
Feibyan Cornell Tukino, né le 16 juin 2001, est un joueur franco-néo-zélandais de rugby à XV évoluant au poste de troisième ligne centre au sein de l'effectif du Castres olympique.
Il est le fils de Siaki  qui a notamment joué pour les clubs du RC Toulon et du FC Grenoble.

## Biographie
Feibyan Tukino est formé au FC Grenoble avant de faire ses débuts avec l'équipe professionnelle en 2021 à seulement 19 ans.
Il est rejoint au centre de formation du FCG par son petit frère Crimson en 2020.
Il est membre de l'équipe de France des moins de 20 ans.
Il s'engage au Castres olympique en compagnie de ses frère cadets Crimson et River à partir du juillet 2021, contre des indemnités de formation au club du FC Grenoble.
Il est vice-champion de France espoirs 2024 avec Castres olympique.